# Pro Krasnuju Sjapotjku
Pro Krasnuju Sjapotjku (russisk: Про Красную Шапочку, da.: Om Lille Rødhætte) er en sovjetisk tv-filmmusical i to dele fra 1977 instrueret af Leonid Netjajev.
Filmen tager afsæt i Charles Perraults eventyr Den lille Rødhætte og er en dekonstruktion af det klassiske eventyr. Måden, hvorpå ulvenes karakterer portrætteres, er forskellig fra den originale historie, da ulvene betragtes som mennesker gennem hele filmen. De er beslægtet med en familie af skov-eremitter eller en klan af banditter.

## Medvirkende
- Jana Poplavskaja
- Jevgenij Jevstignejev
- Dmitrij Iosifov
- Rina Zeljonaja
- Vladimir Basov